# Evangeličanska cerkev, Pečarovci
Evangeličanska cerkev v Pečarovcih je cerkev, ki spada v cerkveno občino Puconci.

## Priprave na gradnjo
Ideja za graditev cerkve v domači vasi je nastala, da bi se izognili obiskovanju božjih služb v več kilometrov oddaljenih Puconcih. Pripravljalna dela so potekala v letu 1970, temeljni kamen pa je bil blagoslovljen 16. maja 1971 v prisotnosti domače duhovščine, rimokatoliškega duhovnika in številnih gostov iz domačih cerkvenih občin in iz tujine.

## Gradnja
Ker se je bližala zima, so se vaščani zbali, da že vložen trud ne bi propadel. Poleg že prej darovanega lesa in denarja, so v najbolj težkih časih evangeličanom v Pečarovcih priskočili na pomoč tudi sovaščani rimokatoliške veroizpovedi na čelu s svojim duhovnikom. Tudi verniki matične puconske cerkvene občine in ostalih gmajn, so pomagali po svojih močeh. Ob takšnem zglednem sodelovanju so bila zahtevna gradbena dela 18. decembra 1971 končana. V letu 1972 so potekala dograjevalna dela in opremljanje zgradbe.

## Blagoslovitev
Pečarovsko cerkev so blagoslovili 24. septembra 1972. Krstni kamen v cerkvi je bil blagoslovljen 10. junija 1973. Pečarovska podružnica pa je zgradila še dom z dvorano, ki so ga blagoslovili 14. oktobra 1979. 
Stavba je podobna ostalim evangeličanskim cerkvam.